# Dijon Kameri
Dijon Kameri (Salzburg, 20 april 2004) is een Oostenrijkse voetballer die doorgaans als middenvelder speelt. Hij stroomde in 2022 door vanuit de jeugd van Red Bull Salzburg.

## Carrière
Kameri speelde van 2012 tot 2021 in de jeugd van Red Bull Salzburg en partnerclub FC Liefering. Eerstgenoemde stalde hem bij aanvang van seizoen 2021/22 in het eerste elftal van Liefering. Daarmee kon hij ervaring opdoen met spelen tegen volwassenen in de 2. Liga. Coach Matthias Jaissle liet Kameri op 20 augustus 2022 debuteren in het eerste elftal van Red Bull Salzburg, in een met 2–0 gewonnen wedstrijd in de Bundesliga thuis tegen Austria Klagenfurt. Later dat seizoen speelde hij ook zijn eerste wedstrijden in de Champions League, tegen AC Milan en Chelsea.

## Interlandcarrière
Kameri maakte deel uit van alle Oostenrijkse nationale jeugdselecties van Oostenrijk onder 15 tot en met onder 18. Coach Werner Gregoritsch haalde hem in maart 2023 op achttienjarige leeftijd bij Oostenrijk onder 21.

## Erelijst
| Kampioen Bundesliga | 1x | 2022/23 |

1 Blaswich  ·
3 Terzić ·
4 Blank ·
5 Okoh ·
6 S. Baidoo ·
7 Capaldo ·
8 Bajcetic ·
10 Clark ·
11 Fernando ·
14 Kjærgaard ·
15 Diambou ·
16 Kawamura ·
18 Bidstrup ·
19 Konaté ·
20 E. Baidoo ·
21 Ratkov ·
23 Gadou ·
24 Schlager ·
27 Gourna-Douath ·
28 Daghim ·
29 Guindo ·
30 Gloukh ·
36 Mellberg ·
39 Morgalla ·
45 Nene ·
49 Yeo ·
55 Wallner ·
70 Dedić ·
81 Diakité ·
91 Piątkowski ·
Coach: Letsch